# Cantonul Trélon
Cantonul Trélon este un canton din arondismentul Avesnes-sur-Helpe, departamentul Nord, regiunea Nord-Pas-de-Calais, Franța.

## Comune
- Anor
- Baives
- Eppe-Sauvage
- Féron
- Fourmies
- Glageon
- Moustier-en-Fagne (Veenmunster)
- Ohain
- Trélon (reședință)
- Wallers-en-Fagne
- Wignehies
- Willies